# Saccolaimus peli
Saccolaimus peli — є одним з видів мішкокрилих кажанів родини Emballonuridae.

## Поширення
Країни поширення: Ангола, Камерун, Конго, Демократична Республіка Конго, Кот-д'Івуар, Екваторіальна Гвінея, Габон, Гана, Гвінея, Кенія, Ліберія, Нігерія, Уганда. Спійманий на лісових галявинах в зонах тропічних лісів.

## Поведінка
Він літає дуже високо, і комахоїдні, нічний і сутінковий. Лаштує сідала в дуплах дерев і порожнинах великих дерев, окремо або групами до п'яти тварин.

## Загрози та охорона
Вибіркові рубки великих дерев з порожнинами, призводять до суттєвого зниження числа місць для спочинку. Цей вид зустрічається в кількох охоронних територіях.